# Marksuhl
Marksuhl település Németországban, azon belül Türingiában.  Marksuhl Ruhla, Wutha-Farnroda, Tiefenort, Moorgrund és Ettenhausen an der Suhl községekkel határos.

## Népesség
A település népességének változása: